# Großer Preis von Argentinien 1981
Der Große Preis von Argentinien 1981 (offiziell XVII Gran Premio de la Republica Argentina) fand am 12. April auf dem Autódromo Municipal Ciudad de Buenos Aires in Buenos Aires statt und war das dritte Rennen der Formel-1-Weltmeisterschaft 1981.

## Berichte

### Hintergrund
Der Versuch des Teams Lotus, die neue Regel, die eine Bodenfreiheit der Rennwagen von mindestens sechs Zentimetern vorschrieb, zu umgehen, scheiterte erneut, da der neue Lotus 88 mit Doppelchassis nicht zugelassen wurde. Aus Protest verließ Teamchef Colin Chapman die Rennstrecke noch vor Beginn des ersten Trainings. Der Brabham BT49C, in den eine hydraulische Anlage eingebaut worden war, mit der man den Wagen während der Fahrt absenken konnte, wurde hingegen als regelkonform eingestuft, da bei den Vermessungen im Parc Fermé stets der geforderte Abstand eingehalten wurde.
Die Entscheidung von Carlos Reutemann, die Stallorder beim vorangegangenen Großen Preis von Brasilien zu ignorieren, führte zu Konflikten innerhalb des Williams-Teams. Der amtierende Weltmeister Alan Jones pochte auf seinen vertraglich zugesicherten Nummer-Eins-Status.
McLaren-Pilot John Watson absolvierte an diesem Wochenende den ersten Grand-Prix-Einsatz eines McLaren-Rennwagens mit der Bezeichnung MP4. Diese ist auf den Zusammenschluss von McLaren International mit dem Project 4 des neuen Teamchefs Ron Dennis zurückzuführen und findet seither bei sämtlichen Formel-1-Rennwagen des Teams Anwendung.

### Training
Nelson Piquet qualifizierte sich für die Pole-Position vor Alain Prost. Die zweite Reihe bildeten die beiden Williams-Piloten Jones und Reutemann vor René Arnoux im zweiten Renault und Héctor Rebaque im zweiten Brabham.
Jean-Pierre Jabouille beabsichtigte, erstmals seit seinem schweren Unfall beim Großen Preis von Kanada 1980 wieder ein Rennen zu bestreiten, verfehlte jedoch die Qualifikation.

### Rennen

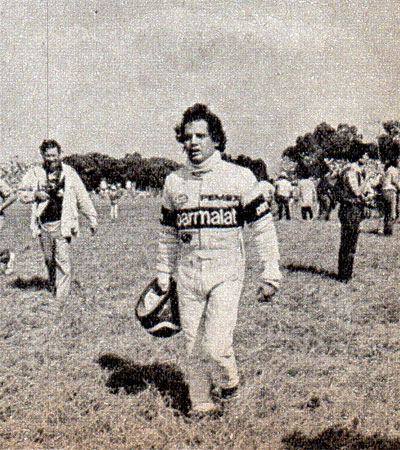
Héctor Rabaque nach seinem Ausfall in der 32. Runde.

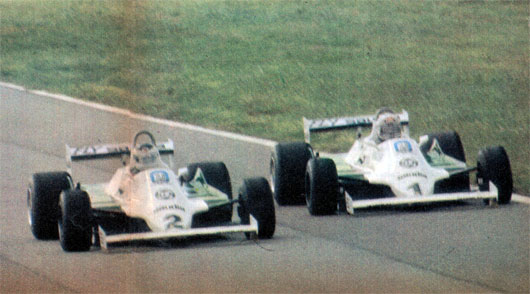
Die beiden Williams-Piloten Carlos Reutemann und Alan Jones.

Jones konnte zwar zunächst die Führung übernehmen, wurde jedoch bereits während der ersten Runde von Piquet überholt, der die Spitzenposition fortan nicht mehr abgab.
In der zweiten Runde wurde Jones von seinem Teamkollegen Reutemann überholt und fiel wenig später hinter Prost und Rebaque zurück. In der elften Runde gelang es Rebaque durch Überholmanöver gegen Prost und zuvor gegen Reutemann, Piquets Spitzenposition zu einer Brabham-Doppelführung zu ergänzen. In Runde 33 schied er jedoch aufgrund eines technischen Defektes aus.
Hinter Piquet und Reutemann erreichte Prost seinen ersten Podestplatz in der Formel 1. Jones belegte den vierten Platz vor Arnoux. Elio de Angelis erreichte das Ziel nach einem Duell mit Riccardo Patrese als Sechster.

## Meldeliste
| Team                           | Nr. | Fahrer                | Chassis         | Motor                    | Reifen |
| ------------------------------ | --- | --------------------- | --------------- | ------------------------ | ------ |
| Albilad-Williams Racing Team   | 01  | Alan Jones            | Williams FW07C  | Ford Cosworth DFV 3.0 V8 | M      |
| Albilad-Williams Racing Team   | 02  | Carlos Reutemann      | Williams FW07C  | Ford Cosworth DFV 3.0 V8 | M      |
| Tyrrell Racing Team            | 03  | Eddie Cheever         | Tyrrell 010     | Ford Cosworth DFV 3.0 V8 | M      |
| Tyrrell Racing Team            | 04  | Ricardo Zunino        | Tyrrell 010     | Ford Cosworth DFV 3.0 V8 | M      |
| Parmalat Racing Team           | 05  | Nelson Piquet         | Brabham BT49C   | Ford Cosworth DFV 3.0 V8 | M      |
| Parmalat Racing Team           | 06  | Héctor Rebaque        | Brabham BT49C   | Ford Cosworth DFV 3.0 V8 | M      |
| Marlboro McLaren International | 07  | John Watson           | McLaren MP4/1   | Ford Cosworth DFV 3.0 V8 | M      |
| Marlboro McLaren International | 08  | Andrea de Cesaris     | McLaren M29F    | Ford Cosworth DFV 3.0 V8 | M      |
| Team ATS                       | 09  | Jan Lammers           | ATS D4          | Ford Cosworth DFV 3.0 V8 | M      |
| Team Essex Lotus               | 11  | Elio de Angelis       | Lotus 81B       | Ford Cosworth DFV 3.0 V8 | M      |
| Team Essex Lotus               | 12  | Nigel Mansell         | Lotus 81B       | Ford Cosworth DFV 3.0 V8 | M      |
| Ensign Racing                  | 14  | Marc Surer            | Ensign N180B    | Ford Cosworth DFV 3.0 V8 | M      |
| Équipe Renault Elf             | 15  | Alain Prost           | Renault RE20B   | Renault EF1 1.5 V6t      | M      |
| Équipe Renault Elf             | 16  | René Arnoux           | Renault RE20B   | Renault EF1 1.5 V6t      | M      |
| March Grand Prix Team          | 17  | Eliseo Salazar        | March 811       | Ford Cosworth DFV 3.0 V8 | M      |
| March Grand Prix Team          | 18  | Derek Daly            | March 811       | Ford Cosworth DFV 3.0 V8 | M      |
| Fittipaldi Automotive          | 20  | Keke Rosberg          | Fittipaldi F8C  | Ford Cosworth DFV 3.0 V8 | M      |
| Fittipaldi Automotive          | 21  | Chico Serra           | Fittipaldi F8C  | Ford Cosworth DFV 3.0 V8 | M      |
| Marlboro Team Alfa Romeo       | 22  | Mario Andretti        | Alfa Romeo 179C | Alfa Romeo 1260 3.0 V12  | M      |
| Marlboro Team Alfa Romeo       | 23  | Bruno Giacomelli      | Alfa Romeo 179C | Alfa Romeo 1260 3.0 V12  | M      |
| Équipe Talbot Gitanes          | 25  | Jean-Pierre Jabouille | Ligier JS17     | Matra MS81 3.0 V12       | M      |
| Équipe Talbot Gitanes          | 26  | Jacques Laffite       | Ligier JS17     | Matra MS81 3.0 V12       | M      |
| Scuderia Ferrari SpA SEFAC     | 27  | Gilles Villeneuve     | Ferrari 126CK   | Ferrari 021 1.5 V6t      | M      |
| Scuderia Ferrari SpA SEFAC     | 28  | Didier Pironi         | Ferrari 126CK   | Ferrari 021 1.5 V6t      | M      |
| Ragno Arrows Beta Racing Team  | 29  | Riccardo Patrese      | Arrows A3B      | Ford Cosworth DFV 3.0 V8 | M      |
| Ragno Arrows Beta Racing Team  | 30  | Siegfried Stohr       | Arrows A3B      | Ford Cosworth DFV 3.0 V8 | M      |
| Osella Squadra Corse           | 31  | Miguel Ángel Guerra   | Osella FA1B     | Ford Cosworth DFV 3.0 V8 | M      |
| Osella Squadra Corse           | 32  | Beppe Gabbiani        | Osella FA1B     | Ford Cosworth DFV 3.0 V8 | M      |
| Theodore Racing Team           | 33  | Patrick Tambay        | Theodore TY01   | Ford Cosworth DFV 3.0 V8 | M      |

## Klassifikationen

### Qualifying
| Pos. | Fahrer                | Konstrukteur    | Qualifikationstraining 1 | Qualifikationstraining 1 | Qualifikationstraining 2 | Qualifikationstraining 2 | Start |
| Pos. | Fahrer                | Konstrukteur    | Zeit                     | Ø-Geschwindigkeit        | Zeit                     | Ø-Geschwindigkeit        | Start |
| ---- | --------------------- | --------------- | ------------------------ | ------------------------ | ------------------------ | ------------------------ | ----- |
| 01   | Nelson Piquet         | Brabham-Ford    | 1:42,665                 | 209,271 km/h             | 1:44,364                 | 205,864 km/h             | 01    |
| 02   | Alain Prost           | Renault         | 1:42,981                 | 208,629 km/h             | 1:43,748                 | 207,086 km/h             | 02    |
| 03   | Alan Jones            | Williams-Ford   | 1:44,662                 | 205,278 km/h             | 1:43,638                 | 207,306 km/h             | 03    |
| 04   | Carlos Reutemann      | Williams-Ford   | 1:43,935                 | 206,714 km/h             | 1:44,094                 | 206,398 km/h             | 04    |
| 05   | René Arnoux           | Renault         | 1:43,997                 | 206,591 km/h             | 1:44,080                 | 206,426 km/h             | 05    |
| 06   | Héctor Rebaque        | Brabham-Ford    | 1:44,712                 | 205,180 km/h             | 1:44,100                 | 206,386 km/h             | 06    |
| 07   | Gilles Villeneuve     | Ferrari         | 1:44,236                 | 206,117 km/h             | 1:44,132                 | 206,323 km/h             | 07    |
| 08   | Keke Rosberg          | Fittipaldi-Ford | 1:45,273                 | 204,087 km/h             | 1:44,191                 | 206,206 km/h             | 08    |
| 09   | Riccardo Patrese      | Arrows-Ford     | 1:45,008                 | 204,602 km/h             | 1:45,357                 | 203,924 km/h             | 09    |
| 10   | Elio de Angelis       | Lotus-Ford      | 1:45,252                 | 204,127 km/h             | 1:45,065                 | 204,491 km/h             | 10    |
| 11   | John Watson           | McLaren-Ford    | 1:45,073                 | 204,475 km/h             | 1:45,202                 | 204,224 km/h             | 11    |
| 12   | Didier Pironi         | Ferrari         | 1:45,108                 | 204,407 km/h             | 1:45,599                 | 203,456 km/h             | 12    |
| 13   | Eddie Cheever         | Tyrrell-Ford    | 1:45,117                 | 204,389 km/h             | 1:45,357                 | 203,924 km/h             | 13    |
| 14   | Patrick Tambay        | Theodore-Ford   | 1:46,872                 | 201,033 km/h             | 1:45,297                 | 204,040 km/h             | 14    |
| 15   | Nigel Mansell         | Lotus-Ford      | 1:45,369                 | 203,901 km/h             | 1:45,790                 | 203,089 km/h             | 15    |
| 16   | Marc Surer            | Ensign-Ford     | 1:45,734                 | 203,197 km/h             | 1:46,188                 | 202,328 km/h             | 16    |
| 17   | Mario Andretti        | Alfa Romeo      | 1:46,329                 | 202,060 km/h             | 1:46,059                 | 202,574 km/h             | 17    |
| 18   | Andrea de Cesaris     | McLaren-Ford    | 1:46,387                 | 201,949 km/h             | 1:46,663                 | 201,427 km/h             | 18    |
| 19   | Siegfried Stohr       | Arrows-Ford     | 1:47,342                 | 200,153 km/h             | 1:46,444                 | 201,841 km/h             | 19    |
| 20   | Chico Serra           | Fittipaldi-Ford | 1:46,743                 | 201,276 km/h             | 1:46,706                 | 201,346 km/h             | 20    |
| 21   | Jacques Laffite       | Ligier-Matra    | 1:46,854                 | 201,067 km/h             | 1:47,594                 | 199,684 km/h             | 21    |
| 22   | Bruno Giacomelli      | Alfa Romeo      | 1:47,109                 | 200,588 km/h             | 1:46,918                 | 200,947 km/h             | 22    |
| 23   | Jan Lammers           | ATS-Ford        | 1:47,174                 | 200,467 km/h             | 1:47,576                 | 199,717 km/h             | 23    |
| 24   | Ricardo Zunino        | Tyrrell-Ford    | 1:47,464                 | 199,926 km/h             | 1:48,143                 | 198,670 km/h             | 24    |
| DNQ  | Miguel Ángel Guerra   | Osella-Ford     | 1:47,609                 | 199,656 km/h             | 1:48,571                 | 197,887 km/h             | –     |
| DNQ  | Beppe Gabbiani        | Osella-Ford     | 1:48,121                 | 198,711 km/h             | 1:48,203                 | 198,560 km/h             | –     |
| DNQ  | Derek Daly            | March-Ford      | 1:48,191                 | 198,582 km/h             | 1:49,571                 | 196,081 km/h             | –     |
| DNQ  | Jean-Pierre Jabouille | Ligier-Matra    | 1:49,581                 | 196,063 km/h             | 1:50,226                 | 194,916 km/h             | –     |
| DNQ  | Eliseo Salazar        | March-Ford      | keine Zeit               | –                        | 1:51,086                 | 193,407 km/h             | –     |

### Rennen
| Pos. | Fahrer            | Konstrukteur    | Runden | Stopps | Zeit       | Start | Schnellste Runde |
| ---- | ----------------- | --------------- | ------ | ------ | ---------- | ----- | ---------------- |
| 01   | Nelson Piquet     | Brabham-Ford    | 53     | 0      | 1:34:32,74 | 01    | 1:45,287 (06.)   |
| 02   | Carlos Reutemann  | Williams-Ford   | 53     | 0      | + 26,61    | 04    | 1:46,26          |
| 03   | Alain Prost       | Renault         | 53     | 0      | + 49,98    | 02    | 1:46,57          |
| 04   | Alan Jones        | Williams-Ford   | 53     | 0      | + 1:07,88  | 03    | 1:47,01          |
| 05   | René Arnoux       | Renault         | 53     | 0      | + 1:31,85  | 05    | 1:47,18          |
| 06   | Elio de Angelis   | Lotus-Ford      | 52     | 0      | + 1 Runde  | 10    | 1:47,65          |
| 07   | Riccardo Patrese  | Arrows-Ford     | 52     | 0      | + 1 Runde  | 09    | 1:48,30          |
| 08   | Mario Andretti    | Alfa Romeo      | 52     | 0      | + 1 Runde  | 17    | 1:48,49          |
| 09   | Siegfried Stohr   | Arrows-Ford     | 52     | 0      | + 1 Runde  | 19    | 1:48,83          |
| 10   | Bruno Giacomelli  | Alfa Romeo      | 51     | 0      | DNF        | 22    | 1:48,32          |
| 11   | Andrea de Cesaris | McLaren-Ford    | 51     | 0      | + 2 Runden | 18    | 1:49,85          |
| 12   | Jan Lammers       | ATS-Ford        | 51     | 1      | + 2 Runden | 23    | 1:49,14          |
| 13   | Ricardo Zunino    | Tyrrell-Ford    | 51     | 0      | + 2 Runden | 24    | 1:49,01          |
| –    | Gilles Villeneuve | Ferrari         | 40     | 0      | DNF        | 07    | 1:48,83          |
| –    | Patrick Tambay    | Theodore-Ford   | 36     | 0      | DNF        | 14    | 1:47,86          |
| –    | John Watson       | McLaren-Ford    | 36     | 0      | DNF        | 11    | 1:47,34          |
| –    | Héctor Rebaque    | Brabham-Ford    | 32     | 0      | DNF        | 06    | 1:46,35          |
| –    | Chico Serra       | Fittipaldi-Ford | 28     | 0      | DNF        | 20    | 1:49,95          |
| –    | Jacques Laffite   | Ligier-Matra    | 19     | 0      | DNF        | 21    | 1:50,06          |
| –    | Marc Surer        | Ensign-Ford     | 14     | 0      | DNF        | 16    | 1:48,77          |
| –    | Keke Rosberg      | Fittipaldi-Ford | 4      | 0      | DNF        | 08    | 1:48,92          |
| –    | Nigel Mansell     | Lotus-Ford      | 3      | 0      | DNF        | 15    | 1:50,88          |
| –    | Didier Pironi     | Ferrari         | 3      | 0      | DNF        | 12    | 1:49,22          |
| –    | Eddie Cheever     | Tyrrell-Ford    | 1      | 0      | DNF        | 13    | 3:05,30          |

## WM-Stände nach dem Rennen
Die ersten sechs des Rennens bekamen 9, 6, 4, 3, 2 bzw. 1 Punkt(e). In der Fahrerwertung wurden die besten elf Resultate, in der Konstrukteurswertung alle Resultate gewertet.

### Fahrerwertung
| Pos. | Fahrer           | Konstrukteur    | Punkte |
| ---- | ---------------- | --------------- | ------ |
| 01   | Carlos Reutemann | Williams-Ford   | 21     |
| 02   | Alan Jones       | Williams-Ford   | 18     |
| 03   | Nelson Piquet    | Brabham-Ford    | 13     |
| 04   | Riccardo Patrese | Arrows-Ford     | 4      |
| 05   | Alain Prost      | Renault         | 4      |
| 06   | Mario Andretti   | Alfa Romeo      | 3      |
| 07   | Marc Surer       | Ensign-Ford     | 3      |
| 08   | Elio de Angelis  | Lotus-Ford      | 3      |
| 09   | René Arnoux      | Renault         | 2      |
| 10   | Eddie Cheever    | Tyrrell-Ford    | 2      |
| 11   | Patrick Tambay   | Theodore-Ford   | 1      |
| 12   | Jacques Laffite  | Ligier-Matra    | 1      |
| 13   | Chico Serra      | Fittipaldi-Ford | 0      |

| Pos. | Fahrer             | Konstrukteur    | Punkte |
| ---- | ------------------ | --------------- | ------ |
| 14   | Jean-Pierre Jarier | Ligier-Matra    | 0      |
| 15   | John Watson        | McLaren-Ford    | 0      |
| 16   | Keke Rosberg       | Fittipaldi-Ford | 0      |
| 17   | Siegfried Stohr    | Arrows-Ford     | 0      |
| 18   | Nigel Mansell      | Lotus-Ford      | 0      |
| 19   | Bruno Giacomelli   | Alfa Romeo      | 0      |
| 20   | Andrea de Cesaris  | McLaren-Ford    | 0      |
| 21   | Jan Lammers        | ATS-Ford        | 0      |
| 22   | Ricardo Zunino     | Tyrrell-Ford    | 0      |
| –    | Didier Pironi      | Ferrari         | 0      |
| –    | Héctor Rebaque     | Brabham-Ford    | 0      |
| –    | Beppe Gabbiani     | Osella-Ford     | 0      |
| –    | Gilles Villeneuve  | Ferrari         | 0      |

### Konstrukteurswertung
| Pos. | Konstrukteur  | Punkte |
| ---- | ------------- | ------ |
| 01   | Williams-Ford | 39     |
| 02   | Brabham-Ford  | 13     |
| 03   | Renault       | 6      |
| 04   | Arrows-Ford   | 4      |
| 05   | Alfa Romeo    | 3      |
| 06   | Ensign-Ford   | 3      |
| 07   | Lotus-Ford    | 3      |
| 08   | Tyrrell-Ford  | 2      |

| Pos. | Konstrukteur    | Punkte |
| ---- | --------------- | ------ |
| 09   | Theodore-Ford   | 1      |
| 10   | Ligier-Matra    | 1      |
| 11   | Fittipaldi-Ford | 0      |
| 12   | McLaren-Ford    | 0      |
| 13   | ATS-Ford        | 0      |
| –    | Ferrari         | 0      |
| –    | Osella-Ford     | 0      |